# 费马引理
费马引理是实分析中的一个定理，以皮埃尔·德·费马命名。通过证明函数的每一个极值都是驻点（函数的导数在该点为零），该定理给出了一个求出可微函数的最大值和最小值的方法。因此，利用费马引理，求函数的极值的问题便化为解方程的问题。
需要注意的是，费马引理仅仅给出了函数在某个点为极值的必要条件。也就是说，有些驻点不是极值，它们是拐点。要想知道一个驻点是不是极值，并进一步区分最大值和最小值，我们需要分析二阶导数（如果它存在）。

## 定理
设函数f(x)在点x0的某邻域U(x0)内有定义，并且在x0处可导，如果对任意的{\displaystyle x\in U(x_{0})}，有
{\displaystyle f(x)\leq f(x_{0})}或{\displaystyle f(x)\geq f(x_{0})}
那么{\displaystyle f^{\prime }(x_{0})=0}。
费马引理的一个推论是，函数f在定义域A内的最大值和最小值只能在边界上，不可导的点，或驻点取得。

## 证明
假设{\displaystyle \displaystyle x_{0}}是一个极大值（如果{\displaystyle \displaystyle x_{0}}是极小值，证明亦类似）。那么存在一个{\displaystyle \delta >0}，使得对于所有的{\displaystyle \displaystyle |x-x_{0}|<\delta }，都有{\displaystyle f(x_{0})\geq f(x)\,}。因此对于任何{\displaystyle h\in (0,\delta )}，有：
{\displaystyle {\frac {f(x_{0}+h)-f(x_{0})}{h}}\leq 0.}
由于当{\displaystyle \displaystyle h}从上方趋于0时，这个比值的極限存在且为{\displaystyle \displaystyle f'(x_{0})}，我们便有{\displaystyle f'(x_{0})\leq 0}。另一方面，当{\displaystyle h\in (-\delta ,0)}时，我们注意到：
{\displaystyle {\frac {f(x_{0}+h)-f(x_{0})}{h}}\geq 0}
当{\displaystyle \displaystyle h}从下方趋于0时，这个极限存在，且等于{\displaystyle \displaystyle f'(x_{0})}，我们又有{\displaystyle f'(x_{0})\geq 0}。
因此{\displaystyle \displaystyle f'(x_{0})=0}。